# 臺灣假白烏介
臺灣假白烏介（学名：Falsobuntonia taiwanica）为粗面介科假白烏介屬下的一个种。